# L'Énova
L'Énova è un comune spagnolo di 1 034 abitanti situato nella comunità autonoma Valenciana.